# Negative
«Negative» — финская глэм-рок-группа, основанная в конце 1997. Уже на первых ступенях своего пути Negative получила репутацию живой группы, которая даёт публике запоминающиеся мелодии и риффы гитары. Звучание группы сравнимо с ранними исполнителями глэм-рока и группами как David Bowie и Queen. Сама группа называет свой стиль «эмоциональный rock’n’roll». В последние годы Negative стала одной из наиболее известных популярных групп Финляндии.

## Состав

### Текущий состав
- Йонне Аарон Лииматайнен (Jonne Aaron Liimatainen) — вокал
- Антти «Анатоми» Аатамила (Antti «Anatomy» Aatamila) — бас-гитара
- Янне «Джей Слэммер» Хеймонен (Janne «Jay Slammer» Heimonen) — ударные
- Янне «мистер Снэк»/«Накки» Кокконен (Janne «Mr. Snack»/«Nakki» Kokkonen) — клавишные, бэк-вокал
- Ханну «Хата» Салми (наст. Hannu Salmi) — гитара

### Бывшие участники
- Юкка Кристиан «Сэр Кристус» Микконен (Jukka Kristian «Sir Christus» Mikkonen) — гитара, бэк-вокал
- Лаури Юхани «Ларри Лав» Марккула (Lauri Juhani «Larry Love» Markkula) — гитара

### Приглашенные музыканты
- Teemu Rajamaki — бас-гитара
- Jussi Selo — бэк-вокал
- Ville Laihiala — вокал
- Jaan Wessman — клавиши, бэк-вокал

## Дискография

### Альбомы
- War of Love (2003)
  - War of Love — Limited Edition (2003)
- Sweet & Deceitful (2004)
- Anorectic (2006)
- Karma Killer (2008)
- God Likes Your Style (2009)
- Neon (2010)

### Синглы
- After All (2003)
- The Moment of Our Love (2003)
- Still Alive (2004)
- Frozen to Lose it All (2004)
- In My Heaven (2004)
- My My / Hey Hey (Out of the Blue) (2005)
- Dark Side (Until You’re Mine) (2005)
- Bright Side (About My Sorrow) (2005)
- The Moment of Our Love (New Version) (2005)
- Planet of the Sun (2006)
- Sinners Night / Misty Morning (2006)
- Fading Yourself (2007)
- Too Much Love Will Kill You (feat. Dead by Gun & Jann Wilde) (2007)
- Won’t Let Go (2008)
- Giving Up! (2008)
- Sinä ja Minä (2008)
- End of the Line (2010)

### Видеоклипы
- The Moment of Our Love
- The Moment of Our Love (German version)
- Frozen to Lose It All
- Frozen to Lose It All (Finnish version)
- In My Heaven
- Planet of The Sun
- Sinners Night / Misty Morning
- Too Much Love Will Kill You (feat. Dead by Gun & Jann Wilde) (Queen cover)
- Won’t Let Go
- Karma Killer (Robbie Williams cover)
- End of The Line
- Jealous Sky
- Believe
- Fucking Worthless
- Love That I Lost

### DVD
- In The Eye of The Hurricane (2008)